# Hårskärrmossens naturreservat
Hårskärrmossens naturreservat är ett naturreservat i Katrineholms kommun i Södermanlands län.
Området är naturskyddat sedan 2023 och är 20 hektar stort. Reservatet ligger sydost om Strångsjö och består av lövsumpskog, tallsumpskog och barrblandskog. 